# Roser Rosés Senabre
Roser Rosés Senabre   (Barcelona, 1926 - 2 de maig de 2025) va ser una "nena de Rússia". Va impartir classes de català i de rus i va treballat com a correctora. Va ser membre del Consell de Savis del Museu d'Història de Catalunya i va col·laborar amb el Club d'Amics de la UNESCO.
El 1938 Rosés va ser enviada pels seus pares a l'URSS per salvaguardar-la dels estralls de la Guerra Civil espanyola. Quan es va confirmar que el conflicte bèl·lic a Espanya s'allargava, el govern republicà va decidir allunyar de la guerra els nens i nenes. A l'URSS arribaren 1.676 nens i 1.197 nenes. A més, França va acollir aproximadament 2.000 infants, Bèlgica uns 5.000, el Regne Unit prop de 4.000, Suïssa uns 800, Mèxic 455 i Dinamarca 100.
En acabar la Guerra Civil, els infants refugiats a Europa van tornar a casa. Els de Mèxic i els de l'URSS, però, no van tenir l'oportunitat de tornar-hi, ja que aquests països no mantenien relacions diplomàtiques amb l'Espanya de Franco. Rosés no va poder tornar a Barcelona fins al 1947.

## Biografia

### Infantesa
Fins al 1936, Rosés va viure una infantesa plàcida. Va créixer amb salut i va gaudir d'una societat on els nens i nenes rebien una educació que els feia forts davant les adversitats, basada en els principis d'un cos i un intel·lecte sans. Van ser anys de jocs al carrer, anècdotes familiars i escolars, passeigs per les Rambles, colònies a la Barceloneta i a Calafell, lliçons pràctiques de botànica, zoologia, geografia, etc. i cançons…
Tornarem a Barcelona/ i veurem tot el que hi ha./ Diu que hi ha les nostres mares/ esperant-nos a Belles Arts…/ Si ens esperen que ens esperin,/ nosaltres no hi volem tornar,/ que estem molt bé a colònies/ disfrutant arran del mar… Cantarella popular.
El 19 de juliol de 1936, Rosés estava de colònies a Calafell quan, junt amb els seus companys, van sentir uns trets que anunciaven l'inici dels enfrontaments. A poc a poc, les hostilitats es van anar filtrant en la vida quotidiana. Al col·legi de Rosés, el Mossèn Cinto Verdaguer del Poble-sec, els nens i nenes feien petos de paper de diari perquè els soldats no passessin fred al front. Els mapes, amb punts assenyalats amb agulles, que indicaven els avanços dels diferents fronts, es podien consultar en els espais públics i, també, a molts espais privats. Quan el 1938 es van intensificar els bombardejos, Rosés i el seu germà es quedaven aixoplugats al metro mentre els seus pares anaven a treballar.

### Evacuació a l'URSS
Rosés va arribar a l'URSS a finals del 1938, acompanyada de la seva tia i de dues cosines, amb la darrera expedició d'infants republicans, integrada per uns centenars de refugiats. El seu oncle, el metge Víctor Cuquerella, era un dels responsables d'aquestes expedicions. Un dia de novembre, els nens i les nenes, junt amb alguns educadors i altres persones, partiren en autocar des d'un palauet de l'avinguda Diagonal en direcció a Portbou. Després, agafaren un tren a París i, més tard, fins a Le Havre, on els esperava un vaixell soviètic, el Fèlix Dzerjinski, que els va portar a Leningrad a través del canal de Kiel.
Durant el viatge en vaixell, per una qüestió d'higiene, a Rosés li tallaren les trenes. Tot i així, les va conservar embolicades en un tovalló de seda. La seva tia li havia dit «Guarda-les que les ha trenat la mare».
Durant els primers anys a l'URSS, Rosés va viure a prop de Moscou on les refugiades i els refugiats eren ben acceptats i alfabetitzats. De seguida, però, va conèixer les misèries de la Segona Guerra Mundial: evacuacions, precarietat, fam, fred, malalties, trets nazis, etc. Amb tot, una de les seves cosines va morir.
Rosés es va veure abocada a iniciar un pelegrinatge que la va portar a recórrer tota sola 120.000 quilòmetres a través de l'URSS. Primer va viatjar a l'antiga Stalingrad, després a diferents llocs de l'Uzbekistan –que aleshores pertanyia a l'URSS– i, finalment, al nord de Crimea. Per tal de sobreviure va haver d'acceptar feines dures: de pagesa, de cuinera fent farinetes, etc. A Kokamd (Uzbekistan), per poder menjar, es va veure obligada a vendre les trenes que havia guardat com un tresor.
En acabar la guerra, va tornar a viure a prop de Moscou. Poc temps després, el seu oncle la va reclamar des de Mèxic, a ella i a la resta de la família. Així, van arribar a Amèrica, on Rosés encara passaria un any abans de tornar a Catalunya.

### Retorn a Barcelona
El 1947, després de reunir-se amb el seu oncle a Mèxic, Rosés i la resta de la família van aconseguir tornar a Barcelona amb documents falsificats. Rosés, però, es va trobar a Barcelona amb una ciutadania atemorida i silenciada per la dictadura. El 1947 ja no quedava res que recordés la Catalunya de l'escola republicana i l'escoltisme que havia conegut. El retrobament amb els seus pares i el seu germà també va ser, en aquest sentit, estremidor.

## Etapa com autora i conferenciant
El 2006 Rosés va començar a explicar la seva història després d'haver-la ocultat durant 60 anys. El 2016 va recollir tots els seus records en un llibre, Trenes tallades. Records d'una nena de Rússia (Cal·lígraf, 2016). Des d'aleshores, fa xerrades a escoles i instituts com a membre del Consell de Savis del Museu d'Història de Catalunya, amb l'objectiu de recuperar una part essencial de la memòria històrica.
A més, tot i haver complert ja els 90 anys, els darrers temps encara dictava conferències i participava en taules rodones explicant com la Unió Soviètica va protegir els republicans que fugien de la Guerra Civil i reclamant que Europa aculli ara els refugiats.

## Premis
- El 2017 l'Associació Liber Press i la Diputació de Girona li van concedir el premi Liber Press.[10]

### Entrevistes
- Roser Rosés: 'Sempre vaig tenir l'esperança de tornar a casa' | Empordà
- Roser Rosés: «Aquella por que va imposar el franquisme a molta gent encara dura» | NacióDigital
- Roser Rosés, una història contra l'oblit | Clara Moliné Xirgu, Núvol

### Vídeos
- Premi Liberpress Camins 2017. Roser Rosés | YouTube

### Àudio
- Roser Rosés, “Trenes tallades. Records d'una nena de Rússia” Arxivat 2018-02-07 a Wayback Machine. | FeM Girona Radio